# أنتوني (نيومكسيكو)
أنتوني (بالإنجليزية: Anthony, New Mexico) هي مدينة تقع في الولايات المتحدة في مقاطعة دونا أنا. يقدر عدد سكانها بـ 9,360 نسمة ومساحتها 10.2 كم2 وترتفع عن سطح البحر 1,159 متر.

## التركيبة السكانية
حدّد مكتب تعداد الولايات المتحدة بيانات التركيبة السكانية لأنتوني في تعداد الولايات المتحدة. في ما يلي، التركيبة السكانية حسب تعدادي 2000 و2010.

### تعداد عام 2000
بلغ عدد سكان أنتوني 7,904 نسمة بحسب تعداد عام 2000، وبلغ عدد الأسر 2,077 أسرة وعدد العائلات 1,858 عائلة مقيمة في المنطقة السكنية. في حين سجلت الكثافة السكانية 1,130.8 نسمة لكل كيلومتر مربع (2,928.8/ميل2). وبلغ عدد الوحدات السكنية 2,217 وحدة بمتوسط كثافة قدره 317.2 لكل كيلومتر مربع (821.5/ميل2).
وتوزع التركيب العرقي للمنطقة السكنية بنسبة 57.78% من البيض و0.27% من الأمريكيين الأفارقة و0.94% من الأمريكيين الأصليين و0.23% من الأمريكيين ذوي الأصول الآسيوية و0.14% من سكان جزر المحيط الهادئ و37.82% من الأعراق الأخرى و2.83% من عرقين مختلطين أو أكثر و96.44% من الهسبانيون أو اللاتينيون من أي عرق.
بلغ عدد الأسر 2,077 أسرة كانت نسبة 66.8% منها لديها أطفال تحت سن الثامنة عشر تعيش معهم، وبلغت نسبة الأزواج القاطنين مع بعضهم البعض 59.7% من أصل المجموع الكلي للأسر، ونسبة 25.2% من الأسر كان لديها معيلات من الإناث دون وجود شريك، بينما كانت نسبة 4.6% من الأسر لديها معيلون من الذكور دون وجود شريكة وكانت نسبة 10.5% من غير العائلات. تألفت نسبة 8.9% من أصل جميع الأسر من عدة أفراد يعيشون في نفس المنزل ونسبة 3.9% كانت تتألف من شخص يعيش بمفرده يبلغ من العمر 65 عاماً أو أكثر. وبلغ متوسط حجم الأسرة المعيشية 3.81، أما متوسط حجم العائلات فبلغ 4.02.
بلغ العمر الوسطي للسكان 24.1 عاماً. وكانت نسبة 39.7% من القاطنين تحت سن الثامنة عشر، وكانت نسبة 12% بين الثامنة عشر والرابعة والعشرين عاماً، ونسبة 26.3% كانت واقعةً في الفئة العمرية ما بين الخامسة والعشرين والرابعة والأربعين عاماً، ونسبة 14.7% كانت ما بين الخامسة والأربعين والرابعة والستين، ونسبة 7.2% كانت ضمن فئة الخامسة والستين عاماً فما فوق. يوجد لكل 100 أنثى 92.3 ذكر، ويوجد لكل 100 أنثى في الثامنة عشر من عمرها فما فوق 85.0 ذكر.
بلغ متوسط دخل الأسرة في المنطقة السكنية 22,547 دولارًا، أما متوسط دخل العائلة فبلغ 24,298 دولارًا. وكان متوسط دخل الذكور 23,307 دولارًا مقابل 17,757 دولارًا للإناث. وسجل دخل الفرد الخاص بالمنطقة السكنية 6,674 دولارًا. وكانت نسبة 33.2% من العائلات ونسبة 38% من السكان تحت خط الفقر، وكان من هؤلاء نسبة 45.9% تحت سن الثامنة عشر ونسبة 15.9% في الخامسة والستين من العمر وما فوق.

### تعداد عام 2010
بلغ عدد سكان أنتوني 9,360 نسمة بحسب تعداد عام 2010، وبلغ عدد الأسر 2,635 أسرة وعدد العائلات 2,267 عائلة مقيمة في المنطقة السكنية. في حين سجلت الكثافة السكانية 1,339.1 نسمة لكل كيلومتر مربع (3,468.3/ميل2). وبلغ عدد الوحدات السكنية 2,809 وحدة بمتوسط كثافة قدره 401.9 لكل كيلومتر مربع (1,040.9/ميل2).
وتوزع التركيب العرقي للمنطقة السكنية بنسبة 61.52% من البيض و0.81% من الأمريكيين الأفارقة و0.54% من الأمريكيين الأصليين و0.09% من الأمريكيين ذوي الأصول الآسيوية و0.05% من سكان جزر المحيط الهادئ و34.50% من الأعراق الأخرى و2.49% من عرقين مختلطين أو أكثر و97.44% من الهسبانيون أو اللاتينيون من أي عرق.
بلغ عدد الأسر 2,635 أسرة كانت نسبة 59.9% منها لديها أطفال تحت سن الثامنة عشر تعيش معهم، وبلغت نسبة الأزواج القاطنين مع بعضهم البعض 52% من أصل المجموع الكلي للأسر، ونسبة 27.6% من الأسر كان لديها معيلات من الإناث دون وجود شريك، بينما كانت نسبة 6.5% من الأسر لديها معيلون من الذكور دون وجود شريكة وكانت نسبة 14% من غير العائلات. تألفت نسبة 11.9% من أصل جميع الأسر من عدة أفراد يعيشون في نفس المنزل ونسبة 5.4% كانت تتألف من شخص يعيش بمفرده يبلغ من العمر 65 عاماً أو أكثر. وبلغ متوسط حجم الأسرة المعيشية 3.55، أما متوسط حجم العائلات فبلغ 3.84.
بلغ العمر الوسطي للسكان 26.1 عاماً. وكانت نسبة 35.9% من القاطنين تحت سن الثامنة عشر، وكانت نسبة 12.4% بين الثامنة عشر والرابعة والعشرين عاماً، ونسبة 24.6% كانت واقعةً في الفئة العمرية ما بين الخامسة والعشرين والرابعة والأربعين عاماً، ونسبة 18.5% كانت ما بين الخامسة والأربعين والرابعة والستين، ونسبة 8.7% كانت ضمن فئة الخامسة والستين عاماً فما فوق. وتوزع التركيب الجنسي للسكان بنسبة 47.4% ذكور و52.6% إناث.